# Sulików (Sainte-Croix)
Pour les articles homonymes, voir Sulików.
Sulików est une localité polonaise de la gmina de Radków, située dans le powiat de Włoszczowa en voïvodie de Sainte-Croix.